# Architekt

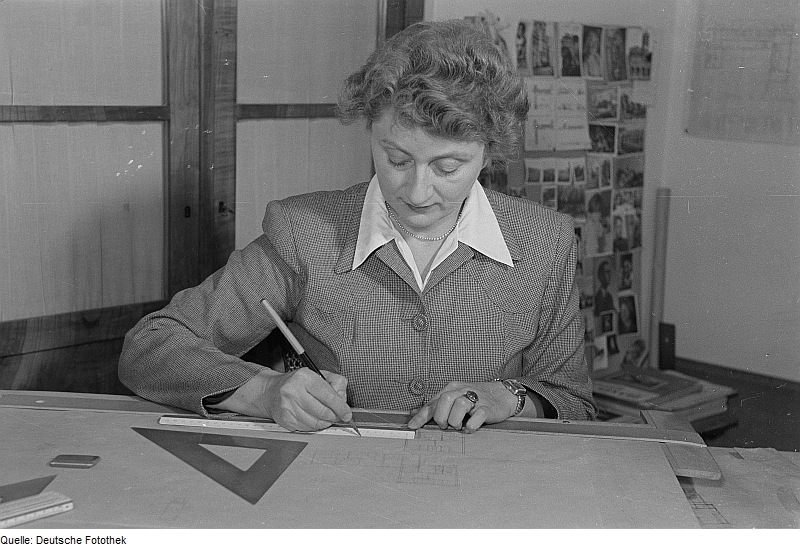
Architektin beim Erstellen einer Konstruktionszeichnung, Foto: Renate und Roger Rössing, 1952

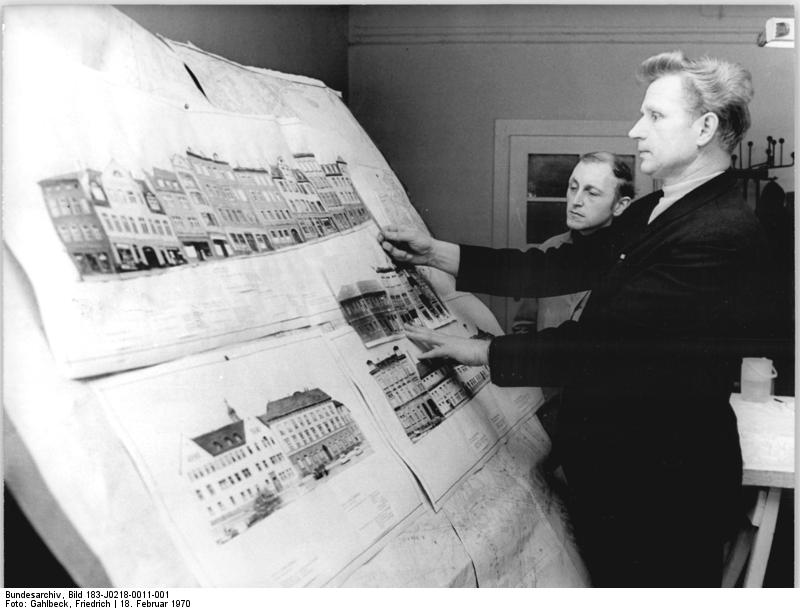
Architekt am Reißbrett, 1970

Der Architekt (altgriechisch ἀρχιτέκτων architékton „oberster Handwerker, Baukünstler, Baumeister“; aus ἀρχή arché „Anfang, Ursprung, Grundlage, das Erste“ und τέχνη téchne „Kunst, Handwerk“) befasst sich mit der technischen, wirtschaftlichen, funktionalen und gestalterischen Planung und Errichtung oder Änderung von Gebäuden und Bauwerken vorwiegend des Hochbaues. Seine Kernkompetenz ist das über das Bauen hinausgehende Schaffen von Architektur.

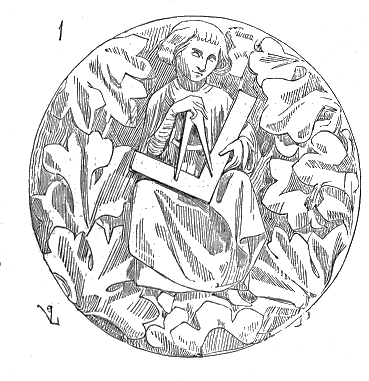
Darstellung eines Architekten, abgezeichnet von Eugène Viollet-le-Duc

Das Berufsbild des Architekten ist nicht eindeutig definier- und abgrenzbar, länderweise verschieden und ständig in Bewegung. Die Spannweite der Tätigkeitsbereiche reicht von der „Baukunst“, die sich dem Entwurf und der Architekturtheorie widmet, über Ingenieurtätigkeiten und das technische Entwerfen von Gebäuden bis hin zur Bauleitung, bei der Bauplanung und -ausführung koordiniert werden und deren Augenmerk vor allem auf Terminen, Qualität und Baukosten liegt. Durch ein vom italienischen Staat am 23. Juni 1923 erlassenes Gesetz wurde erstmals in Europa die Berufsbezeichnung „Architekt“ gesetzlich geschützt.
Dem Berufsfeld zwischen Baukunst aktuellen oder historischen Zuschnitts auf der einen und angewandter Technik auf der anderen Seite entsprechen auch die möglichen Ausbildungswege wie Universitäten (vor allem Technische Universitäten / Technische Hochschulen), Fachhochschulen, Kunstakademien und Berufsakademien, aber auch Colleges und technische Mittelschulen. Die Schwerpunkte der Ausbildung werden traditionell unterschiedlich gesetzt: bei Kunstakademien wird vor allem Wert auf den gestalterischen Aspekt gelegt, an Universitäten wird bei der Ausbildung ein besonderes Augenmerk auf Theorie und Wissenschaft gelegt, an Fachhochschulen wird auf wissenschaftlicher Grundlage anwendungsorientierter als an den Universitäten ausgebildet und an Berufsakademien wird praxisnah, aber weniger breit gefächert ausgebildet als an einer Hochschule. Die meisten Institutionen haben inzwischen ein individuelles Ausbildungsprofil mit eigenen Studienschwerpunkten.

## Geschichte

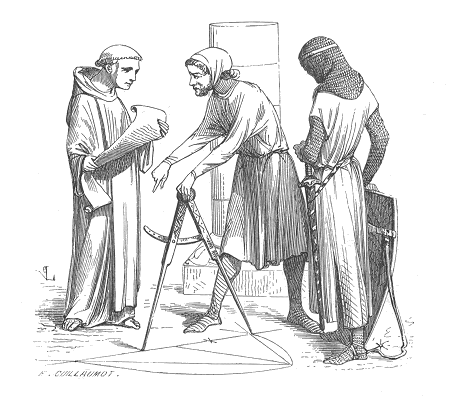
Darstellung eines Architekten im Mittelalter

Der Beruf des Architekten ist traditionell generalistisch angelegt: die Baumeister vergangener Zeiten erstellten in Personalunion den Entwurf und die Statik und beaufsichtigen den Bauablauf. Je nach Epoche kamen sie aus ganz verschiedenen Klassen und Berufszweigen, zum Beispiel waren sie im Römischen Reich meistens Militäringenieure (vgl. Vitruv), im Frühmittelalter oft Kleriker, im Spätmittelalter aus dem Handwerk, in der Renaissance und später Künstler, Bildhauer oder Wissenschaftler wie Christopher Wren.
Die aus dem Steinmetzhandwerk und der Bauhüttentradition hervorgegangenen mittelalterlichen Baumeister werden in zeitgenössischen Quellen als Werkmeister oder magister operis bezeichnet. Nach der Gesellenprüfung als Steinmetz absolvierten sie eine zusätzliche Ausbildung und waren nach der Meisterprüfung befähigt als Architekt zu arbeiten (siehe Werkmeisterbücher).

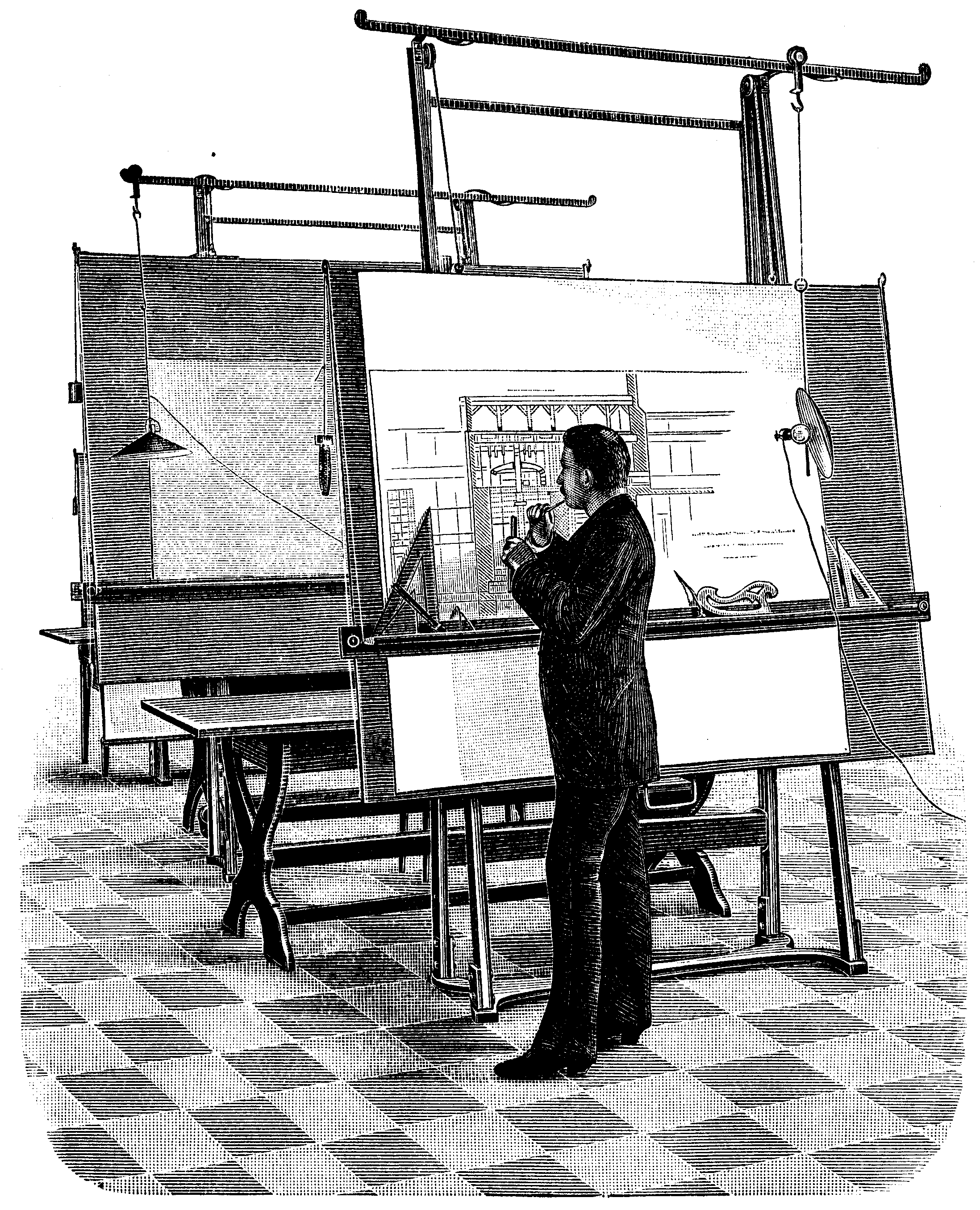
Architekt, 1893

Erst im 19. Jahrhundert, im Zuge des ökonomischen und technischen Fortschritts durch die Industrialisierung, bildete sich der Beruf des Architekten als eigene akademische Disziplin heraus. Es gab enorme Fortschritte in der Bautechnologie, neue Bauaufgaben (Feuerwachen, Schulen etc.) ergaben sich. Es entstanden Architekturschulen und -akademien. Die dort im Regelfall kürzer ausgebildeten Baumeister führten weiterhin ihre auf die Umsetzung spezialisierten Bauunternehmungen, die akademischen Architekten spezialisierten sich auf den Entwurf von Gebäuden.
Zunehmend bildeten sich die Fachdisziplinen Architektur und Bauingenieurwesen heraus. Die Architekten beschäftigten sich schwerpunktmäßig mit der Gestaltung der Bauwerke des Hochbaus, die Bauingenieure erbrachten nun sämtliche Leistungen für die Bauwerke des Tief- und Ingenieurbaues und planten das Tragwerk für Hochbauten, ebenso wurden sie oft in der Bauleitung für Hochbauten tätig. Die Komplexität der Aufgaben nahm seitdem kontinuierlich weiter zu, so dass sich im 20. Jahrhundert weitere Fachdisziplinen etablierten: Städtebau, Landschaftsarchitektur, Innenarchitektur, Bauphysik etc.
Gegen Ende des 20. Jahrhunderts kamen Berufe hinzu, die viele Aufgaben des klassischen Architekten übernahmen. Baumanagement und Facilitymanagement übernahmen die Koordination der Bauausführung, große Unternehmen boten komplette Planungs- und Ausführungspakete an, so dass sich traditionelle Aufgabenfelder der Architekten verlagerten. In manchen Bereichen ist auch in Deutschland ein Rückzug der Architekten auf den Aspekt des Entwerfens zu beobachten, wie dies in den USA zum Beispiel schon weit verbreitet ist.
Der Trend zur Spezialisierung macht heute auch vor dem an sich generalistisch angelegten Architektenberuf nicht halt. Neben dem Architekten, der sich hauptsächlich mit Hochbau beschäftigt, gibt es in Deutschland noch die Berufsgruppen der Landschaftsarchitekten, Innenarchitekten und Stadtplaner. Weiterhin findet in den einzelnen Büros eine zunehmende Spezialisierung auf bestimmte Bauaufgaben (Verwaltungs- und Gewerbebau, Kulturbau, Wohnungsbau etc.) oder auf bestimmte Leistungsphasen der Honorarordnung für Architekten und Ingenieure (z. B. Wettbewerbsmanagement, Entwurf, Ausführungsplanung, Ausschreibung oder Bauleitung) statt. Überdies lässt sich eine weitere Spezialisierung auf bestimmte Nischen feststellen, wie z. B. das ökologische Bauen oder die Sanierung von Altbauten beobachten.

## Arbeitsfelder
Übliche Arbeitsfelder, die von Architekten (je nach Land, Büro und Qualifikation in unterschiedlichem Maße) abgedeckt werden:
- Während des gesamten Bauprozesses:
  - Projektsteuerung
  - Koordination der Planungsbeteiligten, Behörden und Ausführenden
  - Vertreter des Bauherren gegenüber Planungsbeteiligten, Behörden und Ausführenden
  - Überprüfung der Qualität am entstehenden Gebäude
- In der Bauplanungsphase:
  - Wettbewerbsmanagement
  - Grundlagenermittlung, Vorplanung
  - Entwurfsplanung von Gebäuden und Bauwerken vorwiegend des Hochbaues (siehe auch Architektenwettbewerb)
  - Genehmigungsplanung (in der Schweiz als Baueingabe, in Österreich als Einreichplan bezeichnet)
  - Ausführungsplanung; Koordination zwischen den verschiedenen Fachplanern wie z. B. Versorgungstechnik, Tragwerksplanung oder Brandschutzgutachtern
  - Ausschreibung und Vergabe: Vorbereitung und Mitwirkung bei der Vergabe von Bauleistungen, Herbeiführung der erforderlichen Verträge
- Während der Bauausführung:
  - Baumanagement: Kostenkontrolle, Terminkontrolle
  - Bauleitung (auch Objektüberwachung oder Bauüberwachung)
- Nach der Fertigstellung, in der Baunutzungsphase:
  - Objektbetreuung und Dokumentation (HOAI)
  - Assetmanagement, Immobilienmanagement, Gebäude- oder Facilitymanagement
- Weitere Arbeitsfelder:
  - Aufgaben in der öffentlichen Verwaltung (Bauamt)
  - Forschung / Lehre: Architekturtheorie, Bauforschung, Bauökonomie
  - Spezialgebiete: Architekturdarstellung, Modellbau
  - Energieberatung: Umsetzung von Energieeinsparverordnung, EEWärmeG, Erneuerbare-Energien-Gesetz, Fördermittel durch KfW usw.

## Arbeitsweise
So umfassend die Inhalte der Disziplin Architektur sind, so vielfältig und komplex ist auch die Arbeit des Architekten. Nach wie vor arbeiten die meisten freiberuflichen wie auch angestellten Architekten in kleinen, mittleren bis großen Architekturbüros für Bauentwurf, Bauplanung oder Bauleitung. Je nach Größe und Spezialisierung haben die Büros zum Teil eigene Abteilungen mit weiteren Fachplanern integriert wie etwa Labortechniker, Lichtplaner, Küchenplaner, Bauphysiker oder wie Spezialisten für Modellbau, Rendering/Visualisierung oder Public Relation. Durch den sich seit Jahren verändernden Markt sind jedoch immer mehr Architekten auch gewerblich tätig oder nehmen Funktionen als Gutachter oder Berater ein. Innenarchitekten, Stadtplaner und Landschaftsarchitekten (Freiraumplaner) sind keine Fachplaner, sondern Fachrichtungen des Berufsbildes Architektur.

### Architekturbüros

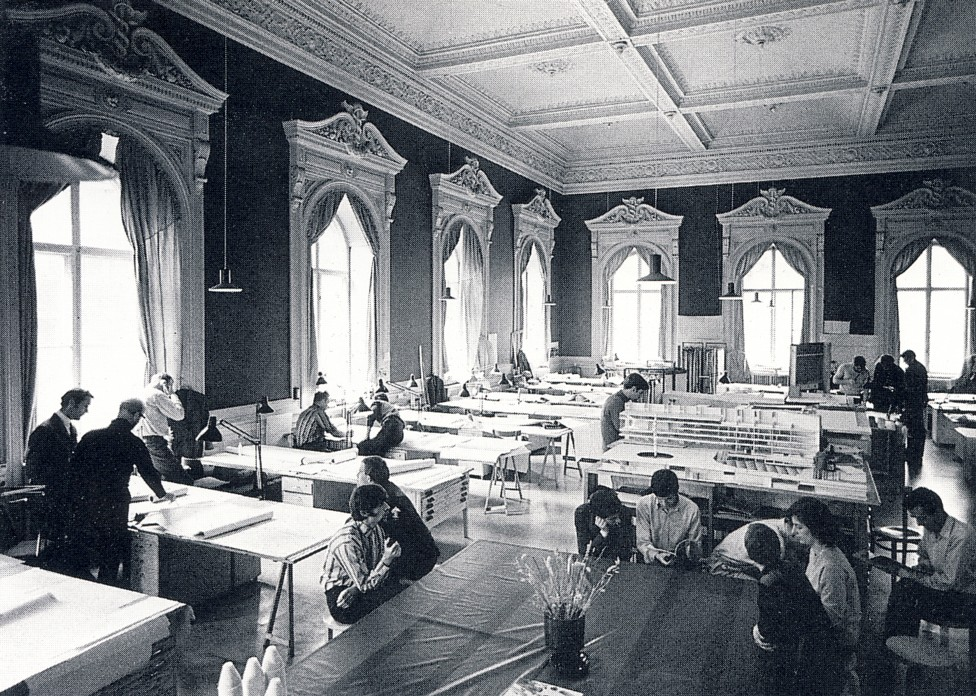
Architekturbüro 1967

Abgesehen von kleineren Bauvorhaben wie Einfamilien- oder Zweifamilienhäusern ist der Planungsprozess meist stark arbeitsteilig organisiert. Dies betrifft nicht nur die Arbeit innerhalb der Architekturbüros, sondern auch die Zusammenarbeit mit den externen Projektbeteiligten.
Nur noch wenige Architekten bearbeiten das komplette Leistungsspektrum der deutschen HOAI mit allen Leistungsphasen. Vielmehr befassen sich die Mitarbeiter mittlerer und größerer Büros i. d. R. schwerpunktmäßig mit Teilbereichen des Planungsprozesses, wie z. B. dem Entwurf, der Ausführungsplanung, der Ausschreibung und Vergabe von Bauaufträgen oder der Bauleitung. Auch eine Spezialisierung von Architekturbüros auf die jeweiligen Leistungsphasen 1 bis 5 (Entwurf, Genehmigung und Planung) oder die Leistungsphasen 6 bis 9 (wirtschaftliche und bauliche Umsetzung) ist inzwischen weit verbreitet.
Da bei fast allen Bauvorhaben die Arbeit verschiedener Fachingenieure wie Statiker und Versorgungstechniker, bei größeren Projekten zunehmend auch weiterer Experten wie Städtebauer, Verkehrsplaner, Fassaden- und Landschaftsplaner oder Facilitymanager, integriert werden muss, ist beim Architekten ein hohes Maß an Kommunikations- und Koordinationsfähigkeit sowie gleichzeitig Einfühlungs- und Durchsetzungsvermögen gefordert. Da Architektur meistens auch an den Aspekt der Wirtschaftlichkeit gekoppelt ist, ist auch wirtschaftliches Denken und Handeln vom Architekten gefordert. Auf dem sich verändernden und insgesamt schrumpfenden Markt sind unter hohem Wettbewerbsdruck in zunehmendem Maße Qualitäten in der Projektpräsentation gegenüber privaten und öffentlichen Bauherren erforderlich.
Je nach Arbeitsschwerpunkt des einzelnen Architekten sind verschiedene Qualifikationen gefordert. Benötigt der Entwurfsarchitekt vor allem herausragende Fähigkeiten konzeptioneller und darstellerischer Art, sind beim Ausführungsplaner ebenso gestalterische wie auch technisch-konstruktive und rechtliche Kenntnisse (Baurecht, Umweltschutz usw.) gefragt. In der Bauleitung sind vor allem organisatorische Fähigkeiten und detaillierte Kenntnisse des Bauablaufes und der Bauausführung durch Baumeister und Handwerker erforderlich.
Diese Spezialisierung ist jedoch nicht so zu verstehen, dass die an einem Bauvorhaben beteiligten Architekten isoliert voneinander arbeiten. Die verschiedenen Projektphasen sind stark miteinander verzahnt und voneinander abhängig. Ein Grundverständnis für den gesamten Planungsprozess ist daher auch für den Spezialisten unerlässlich, ebenso wie die Kooperation mit dem Bauingenieur und bei größeren Projekten mit dem Geodäten, weiteren Spezialisten und den zuständigen Ämtern.

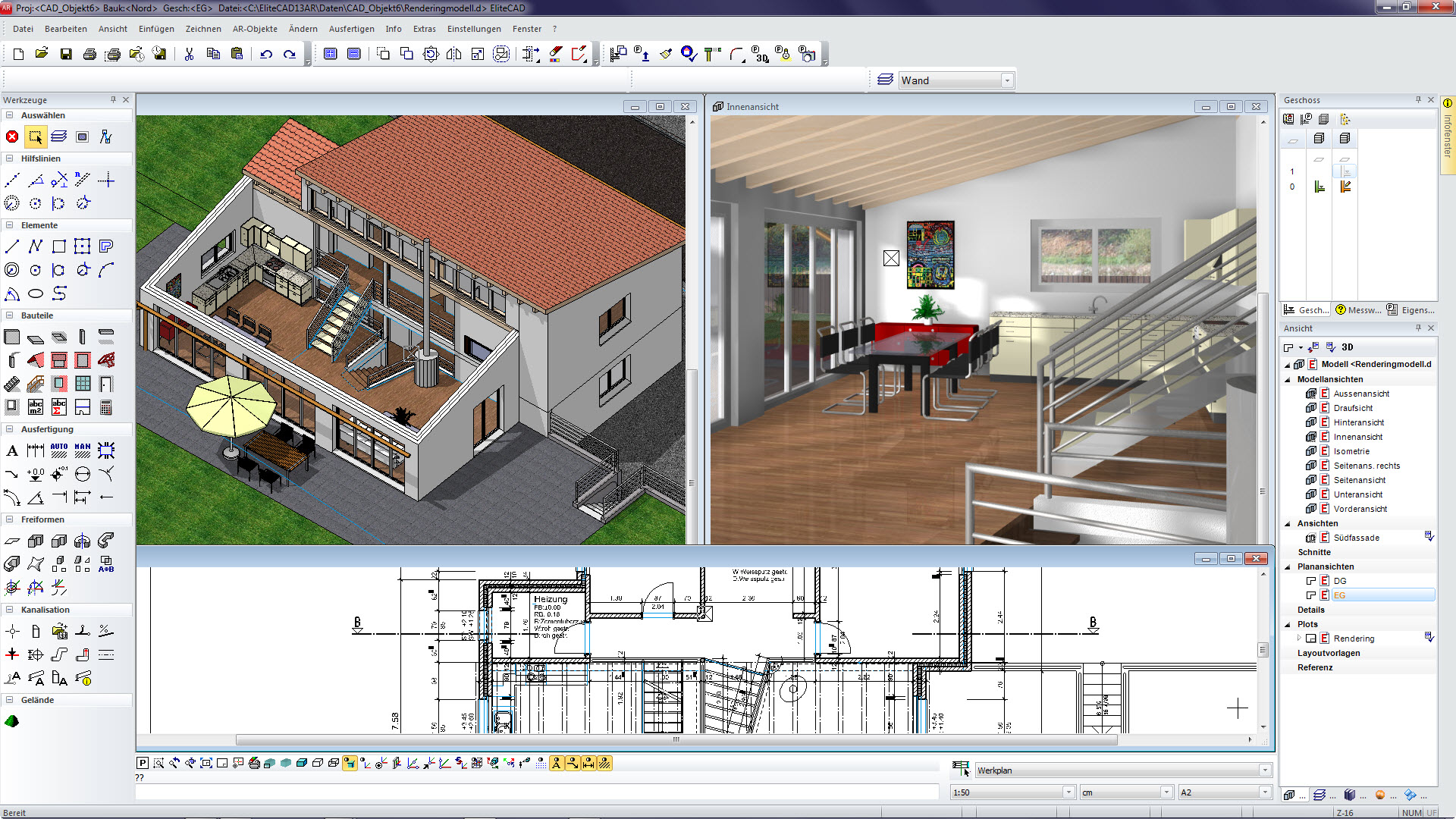
Eines von mehreren CAD-Programmen

Die digitale Revolution der letzten Jahrzehnte hat natürlich erst recht nicht vor planenden Berufen wie dem Architekten haltgemacht. Zwar werden im Planungsprozess immer noch traditionelle Mittel wie Skizzen oder Modellbau angewandt. Die endgültige Planung und Darstellung von Projekten wird allerdings inzwischen fast ausschließlich mit Hilfe von CAD-Programmen am Computer erstellt. So ist die Beherrschung von mindestens einem CAD-Programm heute für Architekten unerlässlich. Oft werden aber auch Erfahrungen mit verschiedenen Programmen sowohl in der zwei- als auch dreidimensionalen Darstellung erwartet, die bei Entwicklungs- und Zeitreihen bisweilen sogar in die vierte Dimension geht.
Mehr Informationen zu den verfügbaren CAD-Programmen sowie spezialisierten Programmen für den Architekten findet sich in den Artikeln CAD und Liste von CAD-Programmen. 
Aufgrund der mittlerweile stark schwankenden Auftragslage und des infolgedessen ungleichmäßigen Arbeitsaufkommens innerhalb der meisten Architekturbüros sind je nach Organisation flexible Arbeitszeiten unverzichtbar. Vor wichtigen Terminen, wie z. B. Abgaben von Wettbewerben, Bauanträgen oder Bauherren-Präsentationen, sind daher oft Überstunden sowie Arbeit am Wochenende unerlässlich. Bei vielen Großprojekten muss darüber hinaus der verantwortliche Architekt oder eine von ihm befugte Person ständig erreichbar sein.

### Arbeit in anderen Bereichen
Architekten sind auch außerhalb ihres klassischen Betätigungsfeldes beschäftigt. Dies können die Projektsteuerung auf Seite des Bauherren sein oder eine Tätigkeit in der Bau- und Immobilienwirtschaft. Auch Tätigkeiten als Technische Sachverständige, Gutachter oder Berater (z. B. im Bereich Brandschutz oder Energie) sind üblich. Weitere interdisziplinäre Schnittstellen gibt es mit den Bereichen Produktdesign, Industrialdesign, Kunst, Film & Theater, Multimedia, Werbung und Kommunikationsdesign.

## Deutschland

### Ausbildung
Die Ausbildung zum Architekten ist in Deutschland (und Österreich/Schweiz) im Rahmen eines Architekturstudiums möglich und kann im Bundesgebiet an insgesamt 64 Hochschulen erfolgen (Stand 2015), die Zulassungsvoraussetzungen sind je nach Land und Hochschule sehr unterschiedlich. Ergänzend ist auch der zweite Bildungsweg über ein oder mehrere Handwerke und Praxis z. B. im Architekturbüro möglich. Die Architektenkammern der Bundesländer entscheiden, wer sich Architekt nennen darf, wer bauvorlageberechtigt ist und damit z. B. Bauanträge einreichen darf. Voraussetzung dafür ist ein abgeschlossenes Studium mit einer Mindest-Regelstudienzeit von acht Semestern, zwei Jahren Berufserfahrung sowie einem Nachweis von Weiterbildungsmaßnahmen im Umfang von 80 Unterrichtsstunden (Anforderungen NRW).
Ein konsekutives Bachelor-Master-Studium dauert i. d. R. zehn Semester bzw. fünf Jahre einschließlich der Master-Arbeit. Bei einigen Hochschulen ist ein Praxissemester in den Studienablauf integriert. Die durchschnittliche Studiendauer liegt jedoch oft über der theoretischen Regelstudienzeit.
Das Bachelor-Studium an den Hochschulen dauert mindestens sechs bis acht Semester und schließt mit dem akademischen Grad „Bachelor“ ab. Der Bachelorabschluss wird in der Regel zwischen dem Ende des 5. Fachsemesters bis Ende des 7. Fachsemesters abgelegt, wobei der Durchschnitt bei 6 Semestern liegt. Zirka 6000 Studentinnen und Studenten legten im Jahr 2010 erfolgreich die Abschlussprüfung ab.
Auch müssen oft Praktika vor Aufnahme des Studiums und während des Studiums von bis zu sechs Monaten nachgewiesen werden.
Architekt ist man erst dann, wenn man in der Architektenkammer eingetragen ist. Dazu muss man mindestens zwei Jahre Berufserfahrung vorweisen können.
Der Bachelor-Abschluss wird jedoch teilweise von den deutschen Architektenkammern als nicht berufsqualifizierend angesehen, weshalb man trotz erfolgreichen Abschlusses nicht die Berufsbezeichnung „Architekt“ führen darf. Vorteile dieses Abschlusses sollen in dem modularen Studienaufbau und der höheren internationalen Vergleichbarkeit liegen. Als Weiterbildung für Bachelor-Absolventen ist ein Master-Studium möglich und für Absolventen eines Master-Studiums und für Diplom-Absolventen die Promotion.
Der auslaufende Diplomstudiengang mit dem Abschluss Diplom-Ingenieur (Univ., FH) bzw. Ingenieur (Fachschule-FS) dauert normalerweise als Regelstudienzeit an einer Universität neun Semester, an einer Kunstakademie zehn Semester, an einer Fachhochschule acht Semester.

### Berufsbezeichnung
In Deutschland darf sich Architekt nennen, wer in die Architektenliste einer deutschen Architektenkammer eingetragen ist. Dafür benötigt man ein abgeschlossenes Architekturstudium sowie eine Berufserfahrung von mindestens zwei Jahren. Details zum Aufnahmeverfahren regeln die jeweiligen Baukammergesetze der Bundesländer und die Satzungen der Architektenkammern.
Wer in eine Architektenkammer eines Bundeslandes aufgenommen wird, erhält die Bauvorlageberechtigung. Sie ist in einigen Bundesländern die Bedingung, um Bauanträge bei den Baugenehmigungsbehörden einreichen zu dürfen.

Die Kammern verstehen sich als Interessenvertretung aller angestellten und freiberuflich tätigen Architekten. Für Absolventen werden Seminare mit Praxisbezug angeboten. Grundlage der Tätigkeit der Architektenkammern sind die Ländergesetze, in der Regel die Architekten- oder Baukammerngesetze wie z. B. das Baukammerngesetz NRW.
Der Titel im Dienst katholischer Diözesen tätiger Architekten ist Diözesanarchitekt, auch Diözesanbaumeister, seltener auch Bistumsarchitekt; häufig tragen sie zugleich die Amtsbezeichnung Baudirektor. Der Diözesanarchitekt ist in der Regel auch Leiter der Bauverwaltung (Bauamt) der jeweiligen Diözese.

### Berufsverbände
- Im Bund Deutscher Baumeister, Architekten und Ingenieure sind rund 9000 Architekten und Ingenieure des Bauwesens organisiert.[5]
- Der Verband deutscher Architekten (VDA) ist ein Interessenverband der deutschen Architekten, Innenarchitekten und Landschaftsarchitekten.
- Im Verband Deutscher Architekten- und Ingenieurvereine (DAI) sind 33 lokale Architekten- und Ingenieur-Vereine mit rund 4000 Mitgliedern organisiert.[6]
- Der Bund Deutscher Architektinnen und Architekten (BDA) ist eine Vereinigung freiberuflich tätiger Architekten in Deutschland, der rund 5000 Mitglieder hat.[7]
- Die Vereinigung Angestellter Architekten (VAA) ist ein Berufsverband, der die Interessen angestellter Architekten in der Architektenkammer Nordrhein-Westfalen und in der Öffentlichkeit vertritt.
- Die Vereinigung freischaffender Architekten Deutschlands (VfA) nimmt die Interessen der freischaffenden Architekten, Landschaftsarchitekten, Innenarchitekten und Stadtplaner wahr.

### Arbeitsmarkt
Laut Bundesarchitektenkammer gibt es (Stand 1. Januar 2018) rund 131.000 eingetragene Berufsträger, der Frauenanteil beträgt 34,2 %. (siehe auch: Frauen in der Architektur.) Insgesamt 111.000 sind im Hochbau tätig. Die Architektenschaft arbeitet zu ca. 42 % freischaffend, zu ca. 53 % in Angestelltenverhältnissen und zu ca. 2 % verbeamtet, ca. 3 % sind baugewerblich tätig. Der Berufsstand befand sich ab Mitte der 1990er Jahre in einer schweren Krise, in der sich die wirtschaftliche Situation der Architekten in Deutschland verschlechterte. Häufig wurde der Beruf des Architekten dem sog. Akademischen Prekariat zugeordnet. In der ersten Dekade nach der Jahrtausendwende besserte sich die Situation leicht, danach deutlich, da sich für die Baubranche aufgrund der niedrigen Zinsen eine sehr gute Auftragslage ergab. Die Arbeitslosenquote der Architekten betrug 2017 6,4 %. Das Deutsche Architektenblatt bezeichnete jedoch noch 2018 die Arbeitsbedingungen in vielen Architekturbüros als „nach wie vor miserabel“. Es stellte aber auch fest, dass junge Architektinnen und Architekten inzwischen „einen respektvollen Umgang, faire Perspektiven und Gehälter, vielfältige Teams und ein ausgewogenes Arbeits- und Freizeitleben“ fordern und Arbeitgeber sich in Zukunft darauf einstellen müssen.
Als sehr kapitalintensive, auf Investitionen der freien Wirtschaft und der öffentlichen Hand angewiesene Branche wurde die Bauwirtschaft in besonders starkem Maße von der Wirtschaftskrise der späten 1990er und frühen 2000er Jahre und der prekären Finanzlage der öffentlichen Kassen getroffen. Infolgedessen hatte die Mehrheit der deutschen Architekturbüros mit erheblichem Auftragsmangel zu kämpfen. Zahlreiche Büros haben diese Krise nicht überstanden.
Das Berufsbild des Architekten ist seit Jahren Veränderungen unterworfen. Viele einst klassische Betätigungsfelder – von der konzeptionellen Entwicklung von Großprojekten über die Ausführungsplanung bis zur Bauleitung – werden inzwischen von Projektentwicklern, Baukonzernen oder anderen Konkurrenten angeboten. Infolgedessen hat sich das Betätigungsfeld solcher Architekturbüros, die nicht in der Lage sind, auf diese Entwicklung in angemessener Weise zu reagieren, in den letzten Jahren mehr und mehr eingeengt.
Ähnlich Ärzten und Rechtsanwälten haben selbständige Architekten eine Honorarordnung (HOAI), die durch die Kopplung an die Baukosten dynamisiert ist.

### Einkommen
Nach dem Bericht des Hommerich-Instituts, welches die jährlichen Statistiken für die Bundesarchitektenkammer erstellt, lag der durchschnittliche Jahresüberschuss je Inhaber von Architekturbüros im Jahr 2019 bei 99.084 Euro.
Die Durchschnittswerte der Jahresüberschüsse je Büroinhaber im Jahr 2019 (nach Bürogröße) können aus der folgenden Tabelle (auf Tsd. EUR gerundet) abgelesen werden:
| Bürogröße: Anzahl tätiger Personen (inkl. Inhaber) | Durchschnittlicher Jahresüberschuss je Büroinhaber 2019 (auf Tsd. EUR gerundet) |
| -------------------------------------------------- | ------------------------------------------------------------------------------- |
| Inhaber ohne Mitarbeiter                           | 056.000 EUR                                                                     |
| 2 bis 4 tätige Personen                            | 081.000 EUR                                                                     |
| 5 bis 9 tätige Personen                            | 168.000 EUR                                                                     |
| 10 und mehr tätige Personen                        | 209.000 EUR                                                                     |

In den vergangenen Jahrzehnten hat sich parallel zur Arbeitsmarktsituation, die wirtschaftliche Situation der freiberuflichen Architekten stark verändert. Während in den Zeiten des Nachkriegsbooms, insbesondere in den 1950er- und 1960er-Jahren freiberufliche Architekten neben Ärzten, Zahnärzten und Wirtschaftsprüfern noch zu den bestverdienenden Berufsgruppen in Westdeutschland gehörten, nahm der Realwert derer Durchschnittseinkommen schon während der 1970er-Jahre ab. In den 1980er-Jahren nahm das durchschnittliche Einkommen westdeutscher Architekten auch in absoluten Werten stark ab. Während dies im Jahr 1979 noch bei 81.700 DM (entspricht 2025: circa 117.000 Euro) lag, lag deren Durchschnittseinkommen im Jahr 1987 mit 76.700 DM (entspricht 2025: circa 83.000 Euro) deutlich niedriger. Anfang der 1990er-Jahre stiegen die Werte zwar kurzzeitig wieder, jedoch ist erst seit den letzten Jahren wieder eine positive Entwicklung auszumachen.
Das Statistische Bundesamt nannte 2008 aus Finanzamtsdaten ein durchschnittliches jährliches Bruttoeinkommen für Architekten von 54.529 Euro, die Bundesarchitektenkammer 2015 von ca. 54.206 Euro. Es ist jedoch zu beachten, dass in dieser Statistik nur in der Kammer offiziell als Architekten eingetragene Berufstätige erfasst sind. Die Mehrheit der in der Branche Tätigen verdient deutlich weniger, die Spanne ist sehr groß.

## Österreich
Berufsbezeichnung
Die Berufsbezeichnung Architekt ist in Österreich geschützt und darf gemäß Ziviltechnikergesetz 2019 nur von Personen, denen eine entsprechende Befugnis verliehen wurde, geführt werden.
Verbände
In Österreich gehören die Architekten gemeinsam mit den Ingenieurkonsulenten/Zivilingenieuren zur Gruppe der Ziviltechniker.

## Schweiz

### Ausbildung
In der Schweiz wird Architektur an verschiedenen Hochschulen im Rahmen eines Architekturstudiums gelehrt.

### Berufsbezeichnung
Die Berufsbezeichnung Architekt ist in der Schweiz nicht geschützt, daher gibt es zahlreiche Praktiker, die sich so bezeichnen. So sind auch die Anforderungen an die Berufsausübung nicht einheitlich geregelt. Einzig in Kantonen der französischsprachigen Schweiz, im Tessin und in Luzern schreiben die kantonalen Baugesetze die qualitativen Mindestanforderungen an Architekten und Bauingenieure vor. Die akademischen Grade aus dem Erwerb von Hochschuldiplomen sind gesetzlich geschützt wie die Bezeichnung Baumeister.

### Verbände
- Der Bund Schweizer Architektinnen und Architekten (BSA)
- Der Schweizerische Ingenieur- und Architektenverein (SIA)
- Die Swiss Engineering STV (ehemals Schweizerischer Technischer Verband), als größter Berufsverband aller Ingenieure und Architekten.

## Spanien
In Spanien ist die Berufsbezeichnung Architekt (Arquitecto) geschützt und setzt ein Studium der Architektur, sowie die Zugehörigkeit zu einer spanischen Architektenkammer voraus.
Neben dem mit dem deutschen Architekt vergleichbaren Arquitecto existiert in Spanien noch eine weitere Berufsgruppe, die entscheidende Aufgaben bei der Gebäudeplanung und -erstellung übernimmt, die der Aparejadores oder Arquitectos técnicos. Anders als bei der Arquitectura, welche u. a. auch die entwurflichen, baukünstlerischen und -geschichtlichen Aspekte betrachtet und lehrt, konzentriert sich die vierjährige akademische Arquitectura técnica, auf die technisch-konstruktiven Probleme des Bauens. Der Aparejador ist allerdings kein Arquitecto, sondern ein Ingeniero civil und somit dem Bauingenieur oder anglo-amerikanischen Civil engineer gleichzusetzen. Sein Leistungsbild umfasst vorwiegend die Bereiche der Bauleitung und -überwachung, Ausschreibung, Vergabe und Abstimmung mit den Behörden.

## Japan
Die japanische Entsprechung des allgemeinen Begriffs Architekt ist kenchikuka (jap. 建築家), der aus kenchiku ‚Gebäude errichten‘ und ka hier etwa ‚Berufsausübender‘ zusammengesetzt ist. Dieser ist allerdings nicht rechtlich geschützt.
Bauplanung und Bauausführung darf in Japan jedoch nur von staatlich zertifizierten Architekten durchgeführt werden, die als kenchikushi (建築士) bezeichnet werden, wobei shi für ‚Gelehrter‘ steht. Deren rechtlichen Anforderungen sind im Kenchikushi-hō (建築士法 ‚Architektengesetz‘) von 1950 festgelegt. Dieses kennt drei Klassen von Architekten: Architekten 1. Klasse (一級建築士 ikkyū kenchikushi) die jede Art von Gebäuden planen und errichten dürfen, Architekten 2. Klasse (二級建築士 nikyū kenchikushi) für eine begrenzte Art von Gebäuden kleineren Ausmaßes und Holzbau-Architekten (木造建築士 mokuzō kenchikushi) für kleinere Holzgebäude. So dürfen zum Beispiel öffentliche Gebäude wie Schulen, Krankenhäuser, Theater usw. mit einer Grundfläche von mehr als 500 m² oder einer Höhe von mehr als 13 m nur von Architekten 1. Klasse errichtet werden. Diese erhalten ihre Lizenz vom Bauministerium, die beiden anderen Architektenklassen von ihrer jeweiligen Präfektur. 1995 gab es 264.398 Architekten 1. Klasse, 566.791 Architekten 2. Klasse und 11.386 Holzbau-Architekten.